# 許孚遠
許孚遠（1535年—1604年），字孟中，號敬庵，浙江湖州府德清縣人，明朝官員、學者。

## 生平
嘉靖三十七年（1558年）戊午科浙江鄉試第四十五名舉人，四十一年（1562年）中式壬戌科會試第三十六名，二甲第三十二名進士。授南京工部主事。隆慶初年，首輔高拱薦為吏部考功司主事，出為廣東僉事，抗擊倭寇有功。
萬曆改元，首輔張居正驅逐“拱黨”，隆慶六年八月謫許孚遠為兩淮鹽運司判官。歷陞兵部郎中。出為江西建昌府知府。經給事中鄒元標推薦，萬曆十二年（1584年）八月擢陝西提學副使，十五年四月升順天府府丞。雲南按察使李材因缅甸战事下狱，孚远与李材以讲学相友善，出揭讼之，咎台臣之苛而伸材之功，引起广东道试御史管九皋弹劾，神宗怒孚远出位代辩，降二级调外任用。
萬曆十九年（1591年）以荐起用廣西副使，二十年四月升通政司右通政，十一月以都察院右僉都御史，巡撫福建提督军务。二十二年十一月擢南京大理寺卿，二十三年四月升南京兵部右侍郎，二十六年八月改北京兵部左侍郎。二十七年七月被論，引疾乞休。萬曆三十二年（1604年）七月卒於家。贈南京工部尚書，諡恭簡。

## 家族
曾祖許宗明；祖父許輔；父許松，母沈氏。重慶下。弟許道遠、許志遠、許行遠。

## 學術
萬曆二十年（1592年）前后，许孚远同罗汝芳门人杨起元、王畿门人周海门在南京讲学，著名哲學家、文學家劉宗周即為其學生。撰作《九諦》。萬曆二十二年（1594年），建有共学书院。

## 延伸阅读
[在维基数据编辑]
 《國朝獻徵錄·卷之四十一》，出自焦竑《國朝獻徵錄》
 《明史卷二百八十三》，出自《明史》